# Mateusz Bogusz
Mateusz Bogusz (Ruda Śląska, 2001. augusztus 22. –) lengyel válogatott labdarúgó, a mexikói Cruz Azul középpályása.

## Pályafutása

### Klubcsapatokban
Bogusz a lengyelországi Ruda Śląska városában született. Az ifjúsági pályafutását a helyi Gwiazda Ruda Śląska csapatában kezdte, majd a Ruch Chorzów akadémiájánál folytatta.
2018-ban mutatkozott be a Ruch Chorzów másodosztályban szereplő felnőtt keretében. 2019-ben az angol Leeds Unitedhez igazolt. 2020 és 2023 között a spanyol Logroñés és Ibiza csapatát erősítette kölcsönben. 2023. március 31-én négyéves szerződést kötött az észak-amerikai első osztályban érdekelt Los Angeles együttesével. Először a 2023. április 16-ai, LA Galaxy ellen 3–2-re megnyert mérkőzés 78. percében, Kwadwo Opoku cseréjeként lépett pályára. Első gólját 2023. május 14-én, a Real Salt Lake ellen idegenben 3–0-ás győzelemmel zárult találkozón szerezte meg. 2025 januárjában a mexikói Cruz Azul szerződtette.

### A válogatottban
Bogusz az U15-östől az U21-esig szinte minden korosztályos válogatottban képviselte Lengyelországot.
2024-ben debütált a felnőtt válogatottban.

## Statisztikák
2024. augusztus 26. szerint
| Klub                  | Szezon   | Osztály          | Bajnokság | Bajnokság | Kupa  | Kupa | Nemzetközi | Nemzetközi | Összesen | Összesen |
| Klub                  | Szezon   | Osztály          | Meccs     | Gól       | Meccs | Gól  | Meccs      | Gól        | Meccs    | Gól      |
| --------------------- | -------- | ---------------- | --------- | --------- | ----- | ---- | ---------- | ---------- | -------- | -------- |
| Leeds United          | 2019–20  | Championship     | 1         | 0         | 1     | 0    | —          | —          | 2        | 0        |
| Leeds United          | 2020–21  | Premier League   | 0         | 0         | 1     | 0    | —          | —          | 1        | 0        |
| Logroñés (kölcsönben) | 2020–21  | Segunda División | 23        | 1         | 1     | 0    | —          | —          | 24       | 1        |
| Ibiza (kölcsönben)    | 2021–22  | Segunda División | 20        | 4         | 2     | 0    | —          | —          | 22       | 4        |
| Ibiza (kölcsönben)    | 2022–23  | Segunda División | 22        | 2         | 2     | 0    | —          | —          | 24       | 2        |
| Los Angeles           | 2023     | MLS              | 33        | 3         | 1     | 0    | 8          | 1          | 42       | 4        |
| Los Angeles           | 2024     | MLS              | 25        | 13        | 3     | 1    | 7          | 3          | 35       | 17       |
| Összesen              | Összesen | Összesen         | 124       | 23        | 11    | 1    | 15         | 4          | 150      | 28       |

### A válogatottban
| Válogatott    | Év       | Pályára lépés | Gól |
| ------------- | -------- | ------------- | --- |
| Lengyelország | 2024     | 2             | 0   |
| Lengyelország | 2025     | 2             | 0   |
| Összesen      | Összesen | 4             | 0   |

## Sikerei, díjai
Leeds United
- Championship
  - Feljutó (1): 2019–20

Los Angeles
- MLS
  - Döntős (1): 2023

- US Open Cup
  - Győztes (1): 2024

- CONCACAF-bajnokok ligája
  - Ezüstérmes (1): 2023

- Campeones Cup
  - Ezüstérmes (1): 2023

- Leagues Cup
  - Ezüstérmes (1): 2024

Egyéni
- MLS – A Hónap Játékosa: 2024 június